# Oxysarcodexia perneta
Oxysarcodexia perneta är en tvåvingeart som först beskrevs av Walker 1861.  Oxysarcodexia perneta ingår i släktet Oxysarcodexia och familjen köttflugor. Inga underarter finns listade i Catalogue of Life.